# Медени месец
Медени месец је путовање младенаца, организовано убрзо након венчања.
Повезује са егзотичним местима, романтичним заласцима сунца (нпр. на мору), интимом (интимни однос — укључујући секс, први за прво дете), луксузним хотелима... Једно рано помињање меденог месеца је у Библији: упућивање на медени месец је у Поновљеном закону 24:5 („Када је мушкарац недавно ожењен, он не треба ићи на војне експедиције, нити ће се било која јавна дужност њему наметнути. Он ће бити ослобођен на једну годину за добро своје породице, и донети радост супрузи у браку.”). У западној култури, обичај да младенци иду на заједнички одмор настао је почетком 19. века у Великој Британији; парови су такође кретали у посету родбини која није била у могућности да присуствује венчању. Типично брачно путовање би почело у ноћи након венчања; међутим, у 21. веку, многи парови не остављају узванике и госте већ путују два до три дана након свечаности венчања.
Неке најпопуларније дестинације за медени месец укључују француску ривијеру и Италију, туристичка места и романтичне градове као што су Рим, Верона или Венеција.